# Marlene von Steenvag

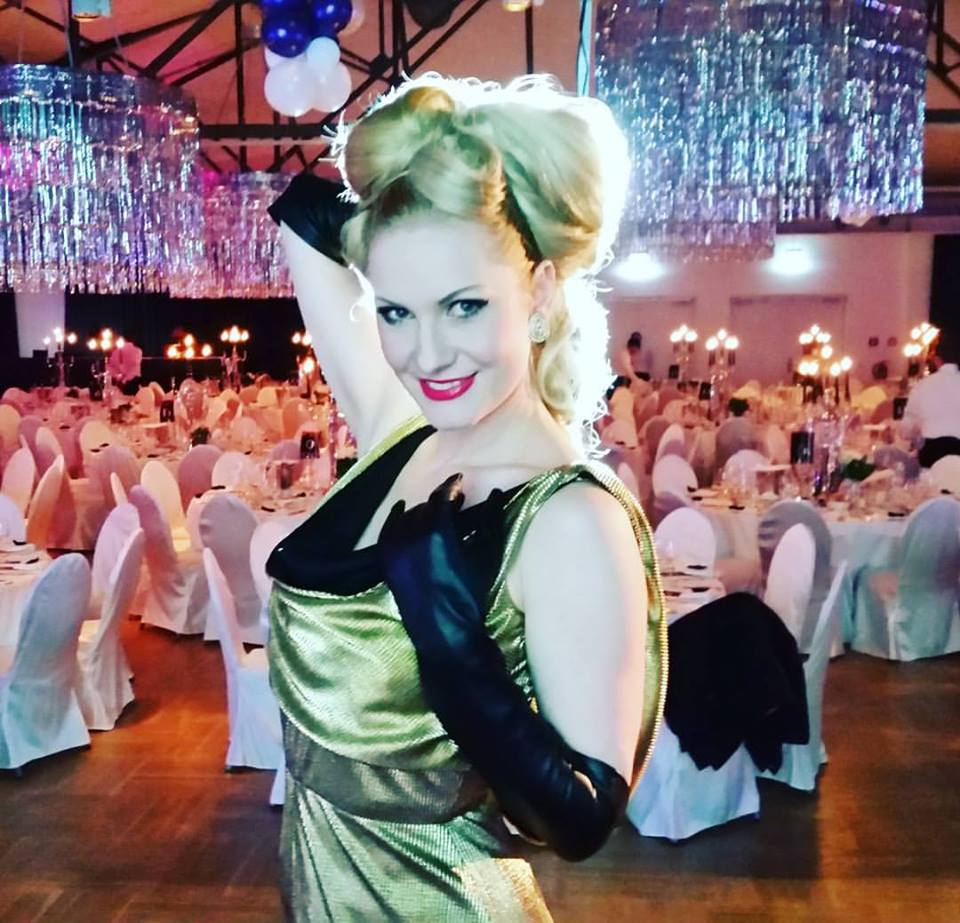
Marlene von Steenvag beim Gänseessen in Berlin (2015)

Marlene von Steenvag (* 25. September 1980 in Hagen als Ariane Freund) ist eine Vertreterin des New Burlesque. Neben ihrer künstlerischen Darbietung ist sie als Gründerin des „Burlesque Empire“, das u. a. die Firmen „Berlin Burlesque Festival“ sowie die „Berlin Burlesque Academy“ umfasst, international als „Deutsche Königin der Burlesque“ anerkannt. Sie arbeitet als Performer, Model, Lehrerin und Mentorin.

## Leben
Marlene von Steenvag wuchs als Jüngere von zwei Schwestern die ersten Lebensjahre in Kalifornien auf, wo ihre Eltern an der University of Southern California dozierten. Im Jahr 1984 erfolgte der Umzug nach Deutschland, wo sie den größten Teil ihrer Kindheit und Jugend in der Stadt Schwerte im Ruhrgebiet verbrachte.
Nach dem Abitur gründete sie im Alter von 19 Jahren Crown Promotion. Im Jahre 2002 begann sie das Studium an der Albert-Ludwigs-Universität in Freiburg, welches sie im Jahr 2007 als Magister Artrium in „Neuerer deutscher Literaturwissenschaft, Linguistik und Anglistik“ erfolgreich abschloss. In ihrer Abschlussarbeit verband sie den Geniediskurs des 18. Jhdts. mit der aktuellen Hochbegabtenforschung. Parallel zum Abschluss ihres ersten Studiums wurde sie von der East 15 Acting School in London aufgenommen, an der sie „Physical Theatre“ studierte.
In 2009 debütierte Marlene von Steenvag erstmals unter diesem Künstlernamen zu Silvester in Southend-on-Sea (Großbritannien). 2010 zog die Künstlerin nach Berlin, von wo aus sie bis heute als Burlesque Artist europaweit arbeitet.
In Berlin gründete sie mit Kollegin Else Edelstahl den „Salon Kokett“. Dabei handelte es sich um eine kleine Burlesque Veranstaltung, die 14-täglich im Old CCCP stattfand. Aus diesem Salon entstand im Jahr 2012 der Grundstein des „Berlin Burlesque Festivals“, das zur Aufklärung über die Burlesque Kunst in Deutschland die verschiedenen Ausdrucksformen der Burlesque zeigt. Neben dem Festival wurde gleichzeitig die „Berlin Burlesque Academy“ von ihr ins Leben gerufen, die insbesondere die Ausbildung von Nachwuchskünstlern und deren Förderung als Leitmotiv hat.
In der 2013 gegründeten Firma „Burlesque Empire“ verbindet Marlene von Steenvag folgende Events und Firmen: „Berlin Burlesque Festival“, „Hamburg Burlesque Festival“, „Berlin Burlesque Academy“, „The Burlesque Agency“ und „Hamburg Burlesque Festival“. Sie wurde durch die Szene zur Ikone des NeoBurlesque/New Burlesque erhoben und erhielt 2015 die Auszeichnung „Most important person in the Burlesque Industry“ (People choice Award IndieBerlin 2015).

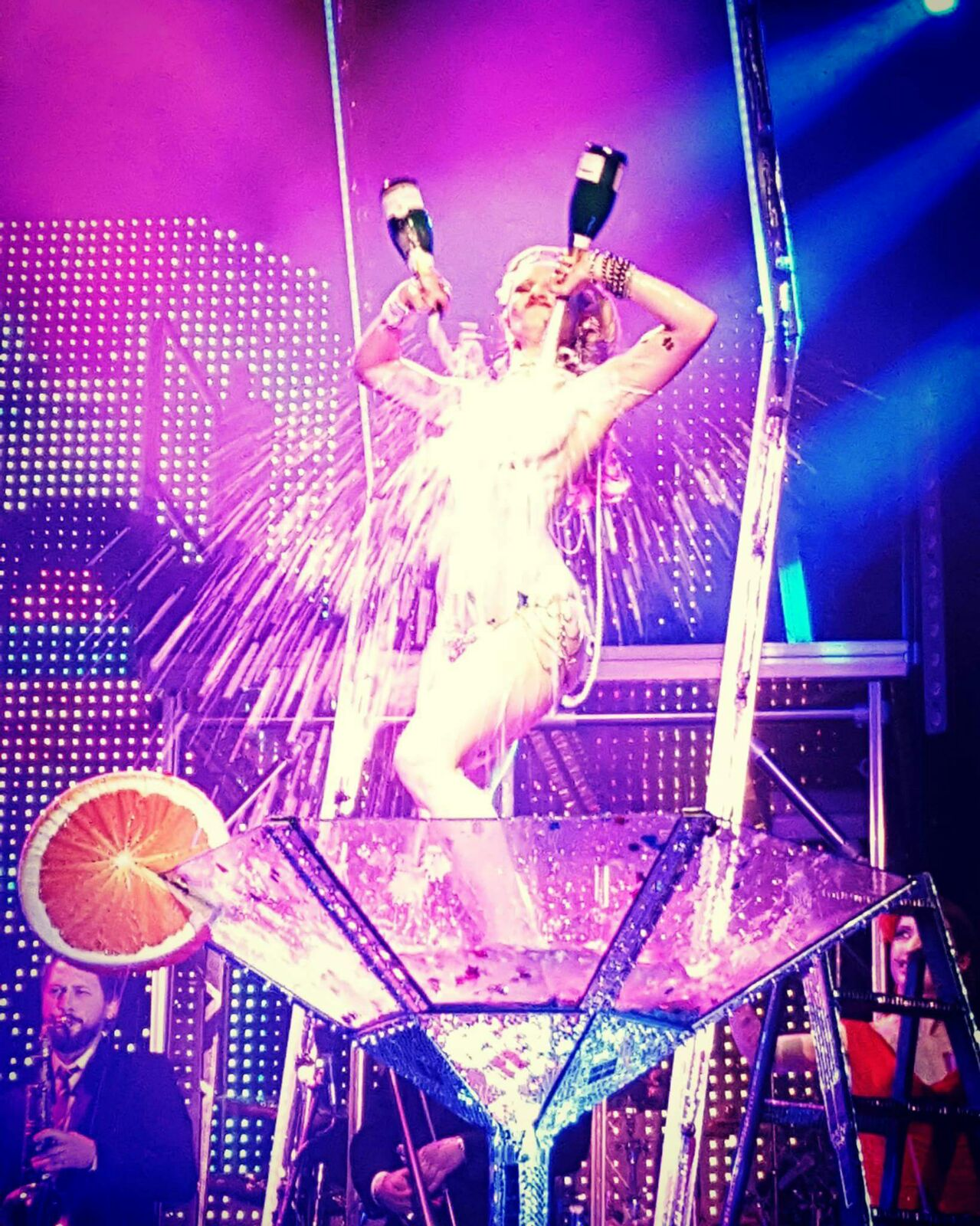
Marlene von Steenvag bei einem Auftritt auf dem Berlin Burlesque Festival (2016)

## Künstlerische Ausrichtung
Marlene von Steenvags Performance-Signatur zeichnet sich durch einen eleganten Stil aus. Hierbei liegen unter der Oberfläche der Show Geschichten von Versuchung und Selbstverwirklichung. Man kann Reminiszenzen an die Wiener Moderne sowie den europäischen Geist der Dekadenzen des 18. Jahrhunderts erkennen. Überfluss, Verschwendung und der innere Konflikt sind wiederkehrende Motive insbesondere ihrer frühen Shows. Dieser Stil wandelte sich von sehr theatergeprägten Aufführungen, wie dem „Rheingold“, zu dem Spiel mit Themen der Verführung, weiblicher Emanzipation, sowie Selbstverwirklichung. In ihrer Signature-Show „Opium Dream“ geht es um die Verstrickung in die Leidenschaft, die sich wie ein Opiumrausch um die Protagonistin legt. Gefesselt in den Banden der Begierde und Sehnsucht, legt sich Marlene von Steenvag in ein Selbstbondage. Kulisse der Show ist der Opiumpavillon, der an eine Traum- und Märchensequenz anlehnt. So beginnt diese Show mit dem von Lana del Ray mystifizierten Disneysong „Once upon a dream“, das eine Modulation des Hollywoodklassikers von „Sleeping Beauty“ ist und somit ein düsteres aber sinnliches Märchenbild aufruft.
In der Show „Bird of Paradise“ geht es unter der Folie eines klassischen Fächertanzes um die Selbstwerdung einer starken, selbstbewussten Persönlichkeit. Hierbei zeigt sich bereits das Thema der weiblichen Emanzipation in der heutigen Zeit. Marlene von Steenvag benutzt hierfür den Begriff „Post-Emanzipation“.
Weitere Signature-Shows der Künstlerin sind „Sparkling Champagne“ (Europas größter Champagnerglas-Akt), „Chiffon and Leather“ und „Tanz der Bacchantin“.

## Soziales Engagement
Neben ihrer künstlerischen Tätigkeit engagiert sich Marlene von Steenvag in verschiedenen sozialen Bereichen.

So werden unter anderem die Festivals genutzt, um Spenden für globale Organisationen wie UNICEF oder die UNO-Flüchtlingshilfe zu sammeln und Bewusstsein hierfür zu schaffen.

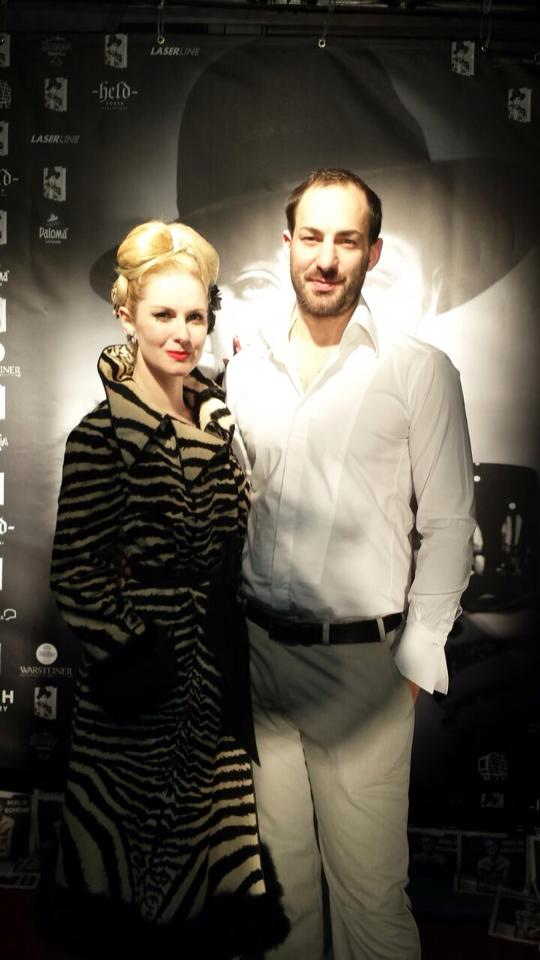
Marlene von Steenvag in Berlin (2014)

Im Rahmen der Berlin Burlesque Academy, unterstützt sie Brustkrebsprojekte wie „Großstadt Amazonen“ von Uta Melle und unterrichtet ehrenamtlich brustamputierte Frauen ihre Weiblichkeit in ihrem Körper erneut auszudrücken. Im Fokus ihrer sozialen Tätigkeit liegen vor allem Frauenrechte und Kinder. Daneben finden sich weitere Projekte wie Kooperationen mit der Schirner – Zang Foundation im Bereich der AIDS Aufklärung in Zusammenarbeit mit der Fotografin Esther Haase.

## Filmografie (Auswahl)
- 2014: Banklady
- 2014: Liebe leicht gemacht (Sat 1)
- 2014: ZDF Aspekte: Marlene von Steenvag (ZDF)
- 2014: My Secret Dance Crew (als Coach auf VOX)
- 2015: Mieten, kaufen, wohnen (VOX)
- 2016: Spiegel TV-Reportage: Marlene von Steenvag auf dem Berlin Burlesque Festival